# Glaucorhabda cyaneovittata
Glaucorhabda cyaneovittata es una especie de insecto coleóptero de la familia Chrysomelidae.
Fue descrita científicamente en 1880 por Fairmaire.

## Tipos
- Glaucorhabda cyaneovittata
- Glaucorhabda latesuturata
- Glaucorhabda madagascariensis